# Damaris Egurrola
Damaris Berta Egurrola Wienke (Orlando, 26 agosto 1999) è una calciatrice spagnola naturalizzata olandese, centrocampista dell'Olympique Lione e della nazionale olandese.

## Biografia
Egurrola ha trascorso la sua prima infanzia a Orlando, Florida, seconda di tre figli nati da madre olandese e padre spagnolo-basco (Pablo Egurrola Osa, un giocatore professionista di palla basca che gareggiava negli Stati Uniti d'America nella specialità del Jai Alai); quando si è ritirato nel 2006, la famiglia si è trasferita nella sua terra natale, nella Biscaglia orientale, nei Paesi Baschi.

## Carriera

### Club
Dopo aver giocato a calcio nelle giovanili di club della zona di Guernica, Egurrola, che in quel periodo aveva mostrato anche un talento per il tennis, si trasferisce all'Athletic Bilbao nel 2012, all'età di 12 anni, soddisfacendo i selettivi criteri di ingaggio del club grazie alla sua educazione locale. Dopo tre anni trascorsi tra club affiliati di serie inferiore, tra cui il Betiko Neskak di Erandio, e la formazione riserve di calcio femminile del club basco, per la stagione 2015-2016 viene aggregata alla prima squadra, con la quale ha debuttato in Primera División, massimo livello della piramide calcistica spagnola di categoria, collezionando sei presenze in campionato, nell'anno in cui l'Athletic si è laureato campione di Spagna, venendo da quel momento in poi impiegata con regolarità.
Assieme alla compagna di squadra e amica Maite Oroz, ha deciso di lasciare il club alla scadenza del contratto nell'estate del 2020. Nel luglio 2020, un caso giudiziario riguardante la legalità delle "liste di compensazione" per i giocatori nel calcio femminile spagnolo ha confermato che un nuovo datore di lavoro non avrebbe dovuto pagare una tassa all'Athletic Bilbao.
Dopo aver dato l'annuncio della sua intenzione di lasciare il club basco, Egurrola ha suscitato l'interesse di importanti club europei, tra cui l'Everton, che alla fine ha ingaggiato la centrocampista per la stagione entrante con un contratto biennale all'inizio di settembre 2020. Sotto la guida tecnica di Willie Kirk debutta con la nuova maglia in FA Women's Super League il 3 ottobre, alla 2ª giornata di campionato, nella vittoria esterna per 6-0 sull'Aston Villa. Egurrola si è subito affermata come giocatrice determinante per la squadra, iniziando da titolare tutte le successive partite. La compagna di squadra Izzy Christiansen ha descritto Damaris come un "talento incredibile", impressionata dal debutto della spagnola nella sua nuova squadra.
A soli quattro mesi dalla firma con l'Everton, sono iniziate tuttavia a circolare voci su un nuovo potenziale trasferimento di Egurrola. I campioni d'Europa dell'Olympique Lione sarebbero stati interessati a ingaggiare il centrocampista nella finestra di trasferimento invernale per far fronte alle loro difficoltà in campionato. Damaris ha firmato per l'OL un contratto di tre anni e mezzo il 20 gennaio 2021, debuttando con la nuova maglia, sotto la guida tecnica di Jean-Luc Vasseur, ai sedicesimi di finale di Coppa di Francia, torneo subito interrotto dopo questa fase per le limitazioni dovute alla pandemia di COVID-19, nella netta vittoria per 5-0 sullo Stade Reims. Poco dopo, Damaris ha debuttato sia nella Division 1 Féminine, alla 15ª giornata di campionato, nella vittoria esterna per 2-0 sul Soyaux, che nella UEFA Women's Champions League, nell'andata degli ottavi di finale dell'edizione 2021-2022, vittoria per 2-0 sulle danesi del Brøndby, continuando a riscuotere fiducia da Vasseur e, dopo l'esonero, da Sonia Bompastor che lo rileva sulla panchina dell'OL. Egurrola si è affermata come titolare all'inizio della stagione 2021-2022, ripagando la fiducia di Bompastor con 3 reti su 14 presenze in campionato, e festeggiando con le compagne la riconquista del titolo di campione di Francia e della Champions League,

### Nazionale
Egurrola, che grazie alla nazionalità dei genitori, madre olandese nativa di Groninga e padre spagnolo, e alla doppia cittadinanza potrebbe essere eleggibile sia dai Paesi Bassi che dalla Spagna e dagli Stati Uniti, decide di accettare la prima convocazione dalla Federcalcio spagnola, indossando per la prima volta la maglia delle Furie Rosse con la formazione Under-17, chiamata dalla selezionatrice María Antonia Is in occasione delle qualificazioni all'Europeo di Bielorussa 2016. Rimasta in rosa anche per la fase finale debutta il 7 maggio di quell'anno, rilevando al 57' Nerea Eizagirre nel secondo incontro del gruppo A della fase a gironi vinto 1-0 con la Rep. Ceca, condividendo poi con le compagne, pur non venendo più impiegata, la delusione per la finale persa ai rigori con la Germania. Grazie a questo risultato la squadra accede anche al Mondiale di Giordania 2016, dove Egurrola ha l'occasione, il 3 ottobre, di disputare l'intero incontro da titolare nella vittoria per 2-0 con la Nuova Zelanda, con la Spagna che al termine del torneo, battendo 4-0 il Venezuela nella finalina del 21 ottobre, raggiunge il 3º posto.
Passata all'Under-19 del tecnico federale Pedro López dall'anno seguente, viene impiegata in tutti i tre incontri della fase élite di qualificazione all'Europeo di Irlanda del Nord 2017, venendo poi confermata nella squadra che accede alla fase finale. Anche qui López le concede piena fiducia, impiegandola in tutti gli incontri della sua nazionale che, dopo aver passato il turno da seconda nel gruppo A della fase a gironi, sconfitta solamente dalla Germania, in semifinale supera per 3-2 i Paesi Bassi, ripetendosi con lo stesso risultato anche nella vittoria in finale al Windsor Park di Belfast, dove è autrice del gol che all'85' riporta in parità l'incontro con la Francia prima di quello di Patricia Guijarro che al 90' assegna il secondo titolo continentale alla giovanile spagnola.
Ancora una volta il risultato premia la Spagna con la partecipazione, con una formazione Under-20 affidata nuovamente a López, al Mondiale di Francia 2018. Inserita in rosa, Egurrola scende in campo in tutti i sei incontri disputati dalla Spagna, condividendo il percorso con le compagne che vede la sua nazionale concludere al primo posto il gruppo C nella fase a gironi, superare ai quarti di finale la Nigeria con il risultato di 2-1, poi, per 1-0, le padrone di casa della Francia in semifinale, ed infine giungere alla finale del 24 agosto, dove davanti agli oltre 5400 spettatori dello Stade de la Rabine di Vannes il Giappone, battuto nella fase iniziale, riesce in questo caso a vincere l'incontro per 3-1, aggiudicandosi il suo primo titolo mondiale U-20.
Entrata nel giro della nazionale maggiore, il commissario tecnico Jorge Vilda decide di convocarla nella primavera 2019 per valutare nuove giocatrici in vista del Mondiale di Francia 2019. In quell'occasione Egurrola ha fatto il suo debutto nel maggio 2019, all'età di 19 anni, rilevando Virginia Torrecilla per i minuti finali nell'amichevole vinta 4-0 con il Camerun, tuttavia il ct non la inserisce poi nella lista delle 23 calciatrici in partenza per il Mondiale. Nell'ottobre 2019, è stata convocata nella squadra inaugurale della España Promesas (essenzialmente Spagna B), insieme a due compagne di club.

## Statistiche

### Presenze e reti nei club
Statistiche aggiornate al 3 novembre 2024.
| Stagione               | Squadra                | Campionato             | Campionato | Campionato | Coppe nazionali | Coppe nazionali | Coppe nazionali | Coppe continentali | Coppe continentali | Coppe continentali | Altre coppe | Altre coppe | Altre coppe | Totale | Totale |
| Stagione               | Squadra                | Comp                   | Pres       | Reti       | Comp            | Pres            | Reti            | Comp               | Pres               | Reti               | Comp        | Pres        | Reti        | Pres   | Reti   |
| ---------------------- | ---------------------- | ---------------------- | ---------- | ---------- | --------------- | --------------- | --------------- | ------------------ | ------------------ | ------------------ | ----------- | ----------- | ----------- | ------ | ------ |
| 2015-2016              | Athletic Bilbao        | PD                     | 6          | 0          | CS              | 1               | 0               | -                  | -                  | -                  | -           | -           | -           | 7      | 0      |
| 2016-2017              | Athletic Bilbao        | PD                     | 24         | 1          | CS              | 1               | 0               | UWCL               | -                  | -                  | -           | -           | -           | 25     | 1      |
| 2017-2018              | Athletic Bilbao        | PD                     | 27         | 0          | CS              | 3               | 1               | -                  | -                  | -                  | -           | -           | -           | 30     | 1      |
| 2018-2019              | Athletic Bilbao        | PD                     | 27         | 1          | CS              | 2               | 0               | -                  | -                  | -                  | -           | -           | -           | 29     | 1      |
| 2019-2020              | Athletic Bilbao        | PD                     | 20         | 2          | CS              | 2               | 0               | -                  | -                  | -                  | -           | -           | -           | 22     | 2      |
| Totale Athletic Bilbao | Totale Athletic Bilbao | Totale Athletic Bilbao | 104        | 4          |                 | 9               | 1               |                    | -                  | -                  |             | -           | -           | 111    | 5      |
| 2020-2021              | Everton                | SL                     | 6          | 0          | WSL Cup         | 3               | 0               | -                  | -                  | -                  | -           | -           | -           | 9      | 0      |
| 2020-2021              | Olympique Lione        | D1                     | 2          | 0          | CF              | 1               | 0               | UWCL               | 4                  | 0                  | -           | -           | -           | 7      | 0      |
| 2021-2022              | Olympique Lione        | D1                     | 14         | 3          | CF              | -               | -               | UWCL               | 9                  | 0                  | -           | -           | -           | 23     | 3      |
| 2022-2023              | Olympique Lione        | D1                     | 16         | 2          | CF              | 5               | 0               | UWCL               | 7                  | 0                  | SF          | 1           | 0           | 29     | 2      |
| 2023-2024              | Olympique Lione        | D1                     | 19+2       | 2          | CF              | 3               | 0               | UWCL               | 10                 | 0                  | SF          | 1           | 0           | .      | .      |
| 2024-2025              | Olympique Lione        | PL                     | 6          | 0          | CF              | -               | -               | UWCL               | 2                  | 0                  | -           | -           | -           | 8      | 0      |
| Totale Olympique Lione | Totale Olympique Lione | Totale Olympique Lione | 59         | 7          | -               | 9               | 0               | -                  | 30                 | 0                  | -           | 2           | 0           | 100    | 7      |
| Totale carriera        | Totale carriera        | Totale carriera        | 169        | 11         | -               | 21              | 1               | -                  | 30                 | 0                  | -           | 2           | 0           | 222    | 12     |

### Cronologia presenze e reti in nazionale
| Cronologia completa delle presenze e delle reti in nazionale ― Spagna | Cronologia completa delle presenze e delle reti in nazionale ― Spagna | Cronologia completa delle presenze e delle reti in nazionale ― Spagna | Cronologia completa delle presenze e delle reti in nazionale ― Spagna | Cronologia completa delle presenze e delle reti in nazionale ― Spagna | Cronologia completa delle presenze e delle reti in nazionale ― Spagna | Cronologia completa delle presenze e delle reti in nazionale ― Spagna | Cronologia completa delle presenze e delle reti in nazionale ― Spagna |
| Data                                                                  | Città                                                                 | In casa                                                               | Risultato                                                             | Ospiti                                                                | Competizione                                                          | Reti                                                                  | Note                                                                  |
| --------------------------------------------------------------------- | --------------------------------------------------------------------- | --------------------------------------------------------------------- | --------------------------------------------------------------------- | --------------------------------------------------------------------- | --------------------------------------------------------------------- | --------------------------------------------------------------------- | --------------------------------------------------------------------- |
| 17-5-2019                                                             | Guadalajara                                                           | Spagna                                                                | 4 – 0                                                                 | Camerun                                                               | Amichevole                                                            | -                                                                     | 81’                                                                   |
| Totale                                                                |                                                                       | Presenze                                                              | 1                                                                     |                                                                       | Reti                                                                  | 0                                                                     |                                                                       |

| Cronologia completa delle presenze e delle reti in nazionale ― Paesi Bassi | Cronologia completa delle presenze e delle reti in nazionale ― Paesi Bassi | Cronologia completa delle presenze e delle reti in nazionale ― Paesi Bassi | Cronologia completa delle presenze e delle reti in nazionale ― Paesi Bassi | Cronologia completa delle presenze e delle reti in nazionale ― Paesi Bassi | Cronologia completa delle presenze e delle reti in nazionale ― Paesi Bassi | Cronologia completa delle presenze e delle reti in nazionale ― Paesi Bassi | Cronologia completa delle presenze e delle reti in nazionale ― Paesi Bassi |
| Data                                                                       | Città                                                                      | In casa                                                                    | Risultato                                                                  | Ospiti                                                                     | Competizione                                                               | Reti                                                                       | Note                                                                       |
| -------------------------------------------------------------------------- | -------------------------------------------------------------------------- | -------------------------------------------------------------------------- | -------------------------------------------------------------------------- | -------------------------------------------------------------------------- | -------------------------------------------------------------------------- | -------------------------------------------------------------------------- | -------------------------------------------------------------------------- |
| 8-4-2022                                                                   | Groninga                                                                   | Paesi Bassi                                                                | 12 – 0                                                                     | Cipro                                                                      | Qual. Mondiali 2023                                                        | -                                                                          | 67’                                                                        |
| 12-4-2022                                                                  | L'Aia                                                                      | Paesi Bassi                                                                | 5 – 1                                                                      | Sudafrica                                                                  | Amichevole                                                                 | 2                                                                          | 64’                                                                        |
| 24-6-2022                                                                  | Leeds                                                                      | Inghilterra                                                                | 5 – 1                                                                      | Paesi Bassi                                                                | Amichevole                                                                 | -                                                                          | 73’                                                                        |
| 28-6-2022                                                                  | Enschede                                                                   | Paesi Bassi                                                                | 3 – 0                                                                      | Bielorussia                                                                | Qual. Mondiali 2023                                                        | -                                                                          | 74’                                                                        |
| 2-7-2022                                                                   | Enschede                                                                   | Paesi Bassi                                                                | 2 – 0                                                                      | Finlandia                                                                  | Amichevole                                                                 | -                                                                          | 73’                                                                        |
| 13-7-2022                                                                  | Leigh                                                                      | Paesi Bassi                                                                | 3 – 2                                                                      | Portogallo                                                                 | Euro 2022 - Fase a gironi                                                  | 1                                                                          | 69’                                                                        |
| 17-7-2022                                                                  | Sheffield                                                                  | Svizzera                                                                   | 1 – 4                                                                      | Paesi Bassi                                                                | Euro 2022 - Fase a gironi                                                  | -                                                                          | 90+6’                                                                      |
| 23-7-2022                                                                  | Rotherham                                                                  | Francia                                                                    | 1 – 0                                                                      | Paesi Bassi                                                                | Euro 2022 - Quarti di finale                                               | -                                                                          | 115’                                                                       |
| 2-9-2022                                                                   | Zwolle                                                                     | Paesi Bassi                                                                | 2 – 1                                                                      | Scozia                                                                     | Amichevole                                                                 | -                                                                          | 64’                                                                        |
| 6-9-2022                                                                   | Enschede                                                                   | Paesi Bassi                                                                | 1 – 0                                                                      | Islanda                                                                    | Qual. Mondiali 2023                                                        | -                                                                          | 76’                                                                        |
| 11-10-2022                                                                 | L'Aia                                                                      | Paesi Bassi                                                                | 0 – 2                                                                      | Norvegia                                                                   | Amichevole                                                                 | -                                                                          | 46’                                                                        |
| 17-2-2023                                                                  | Xeuchia                                                                    | Paesi Bassi                                                                | 1 – 2                                                                      | Austria                                                                    | Amichevole                                                                 | -                                                                          | 60’                                                                        |
| 21-2-2023                                                                  | Ta' Qali                                                                   | Austria                                                                    | 0 – 4                                                                      | Paesi Bassi                                                                | Amichevole                                                                 | -                                                                          | 60’ 31’                                                                    |
| 7-4-2023                                                                   | Sittard                                                                    | Paesi Bassi                                                                | 0 – 1                                                                      | Germania                                                                   | Amichevole                                                                 | -                                                                          |                                                                            |
| 11-4-2023                                                                  | Rotterdam                                                                  | Paesi Bassi                                                                | 4 – 1                                                                      | Polonia                                                                    | Amichevole                                                                 | -                                                                          | 30’                                                                        |
| 2-7-2023                                                                   | Kerkrade                                                                   | Paesi Bassi                                                                | 5 – 0                                                                      | Belgio                                                                     | Amichevole                                                                 | -                                                                          | 71’                                                                        |
| 23-7-2023                                                                  | Dunedin                                                                    | Paesi Bassi                                                                | 1 – 0                                                                      | Portogallo                                                                 | Mondiali 2023 - Fase a gironi                                              | -                                                                          | 80’                                                                        |
| 27-7-2023                                                                  | Wellington                                                                 | Stati Uniti                                                                | 1 – 1                                                                      | Paesi Bassi                                                                | Mondiali 2023 - Fase a gironi                                              | -                                                                          | 71’                                                                        |
| 1-8-2023                                                                   | Dunedin                                                                    | Vietnam                                                                    | 0 – 7                                                                      | Paesi Bassi                                                                | Mondiali 2023 - Fase a gironi                                              | -                                                                          | 62’                                                                        |
| 6-8-2023                                                                   | Sydney                                                                     | Paesi Bassi                                                                | 2 – 0                                                                      | Sudafrica                                                                  | Mondiali 2023 - Ottavi di finale                                           | -                                                                          | 75’                                                                        |
| 11-8-2023                                                                  | Wellington                                                                 | Spagna                                                                     | 2 – 1 dts                                                                  | Paesi Bassi                                                                | Mondiali 2023 - Quarti di finale                                           | -                                                                          | 61’ 96’                                                                    |
| 22-9-2023                                                                  | Lovanio                                                                    | Belgio                                                                     | 2 – 1                                                                      | Paesi Bassi                                                                | UEFA Women's Nations League 2023-2024 - Fase a gironi                      | -                                                                          | 85’                                                                        |
| 26-9-2023                                                                  | Utrecht                                                                    | Paesi Bassi                                                                | 2 – 1                                                                      | Inghilterra                                                                | UEFA Women's Nations League 2023-2024 - Fase a gironi                      | -                                                                          | 84’                                                                        |
| 27-10-2023                                                                 | Nimega                                                                     | Paesi Bassi                                                                | 4 – 0                                                                      | Scozia                                                                     | UEFA Women's Nations League 2023-2024 - Fase a gironi                      | -                                                                          | 67’                                                                        |
| 31-10-2023                                                                 | Glasgow                                                                    | Scozia                                                                     | 0 – 1                                                                      | Paesi Bassi                                                                | UEFA Women's Nations League 2023-2024 - Fase a gironi                      | -                                                                          | 33’                                                                        |
| 1-12-2023                                                                  | Londra                                                                     | Inghilterra                                                                | 3 – 2                                                                      | Paesi Bassi                                                                | UEFA Women's Nations League 2023-2024 - Fase a gironi                      | -                                                                          | 46’                                                                        |
| 5-12-2023                                                                  | Tilburg                                                                    | Paesi Bassi                                                                | 4 – 0                                                                      | Belgio                                                                     | UEFA Women's Nations League 2023-2024 - Fase a gironi                      | 2                                                                          |                                                                            |
| 23-2-2024                                                                  | Siviglia                                                                   | Spagna                                                                     | 0 – 2                                                                      | Paesi Bassi                                                                | UEFA Women's Nations League 2023-2024 - Fase finale                        | -                                                                          | 46’                                                                        |
| 28-2-2024                                                                  | Heerenveen                                                                 | Paesi Bassi                                                                | 0 – 2                                                                      | Germania                                                                   | UEFA Women's Nations League 2023-2024 - finale 3º posto                    | -                                                                          | 68’                                                                        |
| 5-4-2024                                                                   | Cosenza                                                                    | Italia                                                                     | 2 – 0                                                                      | Paesi Bassi                                                                | Qual. Euro 2025                                                            | -                                                                          | 81’                                                                        |
| 9-4-2024                                                                   | Breda                                                                      | Paesi Bassi                                                                | 1 – 0                                                                      | Norvegia                                                                   | Qual. Euro 2025                                                            | -                                                                          |                                                                            |
| 31-5-2024                                                                  | Rotterdam                                                                  | Paesi Bassi                                                                | 1 – 0                                                                      | Finlandia                                                                  | Qual. Euro 2025                                                            | -                                                                          | 46’                                                                        |
| 12-7-2024                                                                  | Sittard                                                                    | Paesi Bassi                                                                | 0 – 0                                                                      | Italia                                                                     | Qual. Euro 2025                                                            | -                                                                          | 90+7’                                                                      |
| 16-7-2024                                                                  | Bergen                                                                     | Norvegia                                                                   | 1 – 1                                                                      | Paesi Bassi                                                                | Qual. Euro 2025                                                            | -                                                                          | 86’                                                                        |
| 25-10-2024                                                                 | Doetinchem                                                                 | Paesi Bassi                                                                | 15 – 0                                                                     | Indonesia                                                                  | Amichevole                                                                 | 1                                                                          | 76’                                                                        |
| 29-10-2024                                                                 | Esbjerg                                                                    | Danimarca                                                                  | 1 – 2                                                                      | Paesi Bassi                                                                | Amichevole                                                                 | -                                                                          |                                                                            |
| Totale                                                                     |                                                                            | Presenze                                                                   | 36                                                                         |                                                                            | Reti                                                                       | 6                                                                          |                                                                            |

## Palmarès

### Club

#### Competizioni nazionali
- Campionato spagnolo: 1

Athletic Bilbao: 2015-2016
- Campionato francese: 2

Olympique Lione: 2021-2022, 2022-2023
- Coppa di Francia: 1

Olympique Lione: 2022-2023
- Supercoppa francese: 2

Olympique Lione: 2022, 2023

#### Competizioni internazionali
- UEFA Women's Champions League: 1

Olympique Lione: 2021-2022

### Nazionale
- Campionato d'Europa under 19: 1

2017